# Mombuey
Mombuey ist ein nordwestspanischer Ort und eine Gemeinde (municipio) mit nur noch 386 Einwohnern (Stand: 2024) im Süden der Provinz Zamora in der Autonomen Gemeinschaft Kastilien-León. Zur Gemeinde gehören neben dem namensgebenden Hauptort die Ortschaften Fresno de la Carballeda und Valparaíso.

## Lage und Klima
Mombuey liegt am westlichen Rand der Kastilischen Hochebene (Meseta Iberica) in einer Höhe von ca. 890 m. Die Provinzhauptstadt Zamora ist gut 95 km (Fahrtstrecke) in südöstlicher Richtung entfernt. Durch die Gemeinde führt die Autovía A-52. Der Río Tera begrenzt die Gemeinde im Süden. Das gemäßigte Kontinentalklima wird nur selten vom Atlantik beeinflusst; Regen fällt vorwiegend im Winterhalbjahr.

## Bevölkerungsentwicklung
| Jahr      | 1970 | 1981 | 1991 | 2001 | 2011 | 2021 |
| Einwohner | 767  | 535  | 528  | 467  | 443  | 401  |

## Sehenswürdigkeiten
- Kirche Mariä Himmelfahrt (Iglesia parroquial de Nuestra Señora de la Asunción)
- Bartholomäuskirche (Iglesia de San Bartolomé) in Fresno de la Carballeda

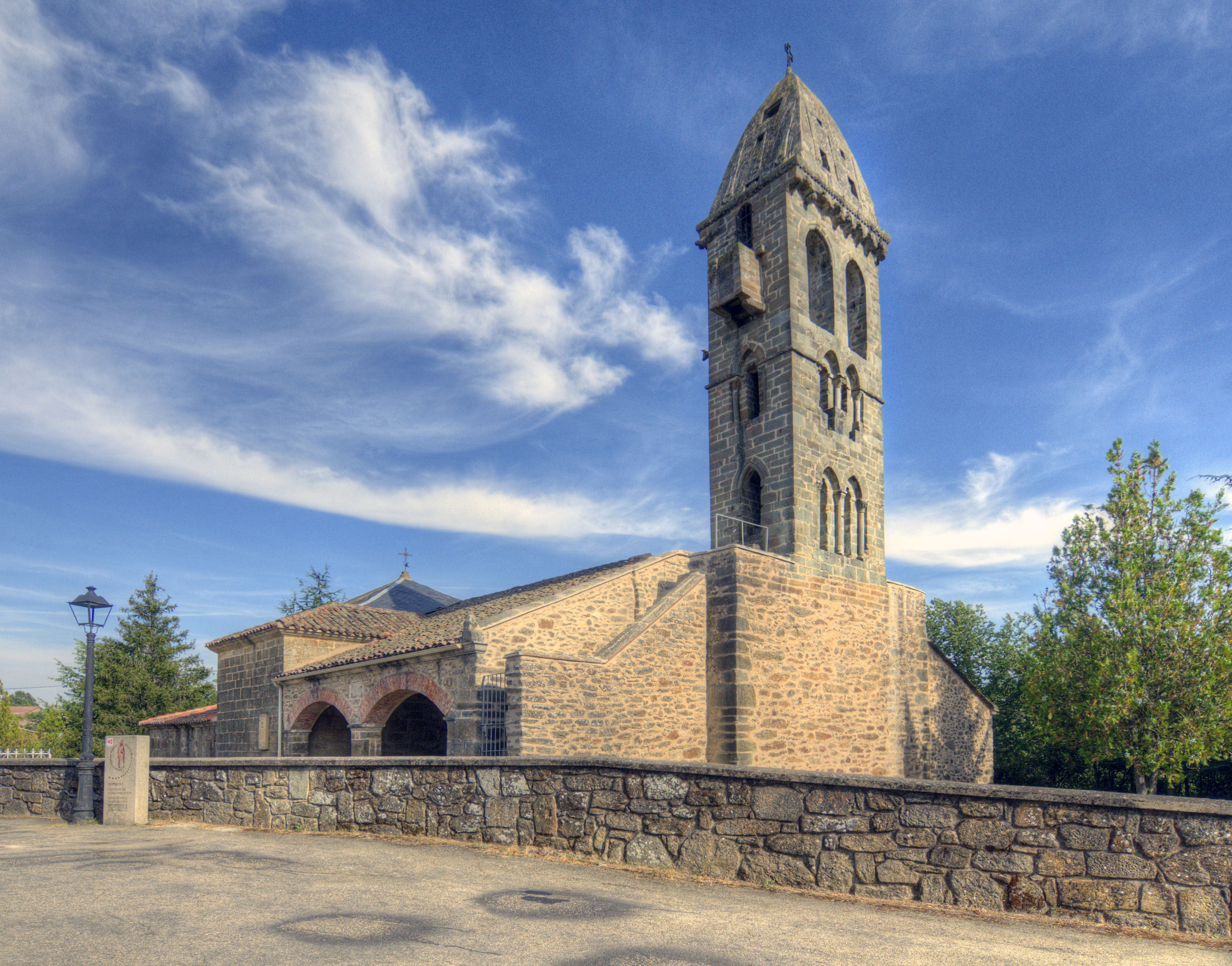
Kirche Mariä Himmelfahrt
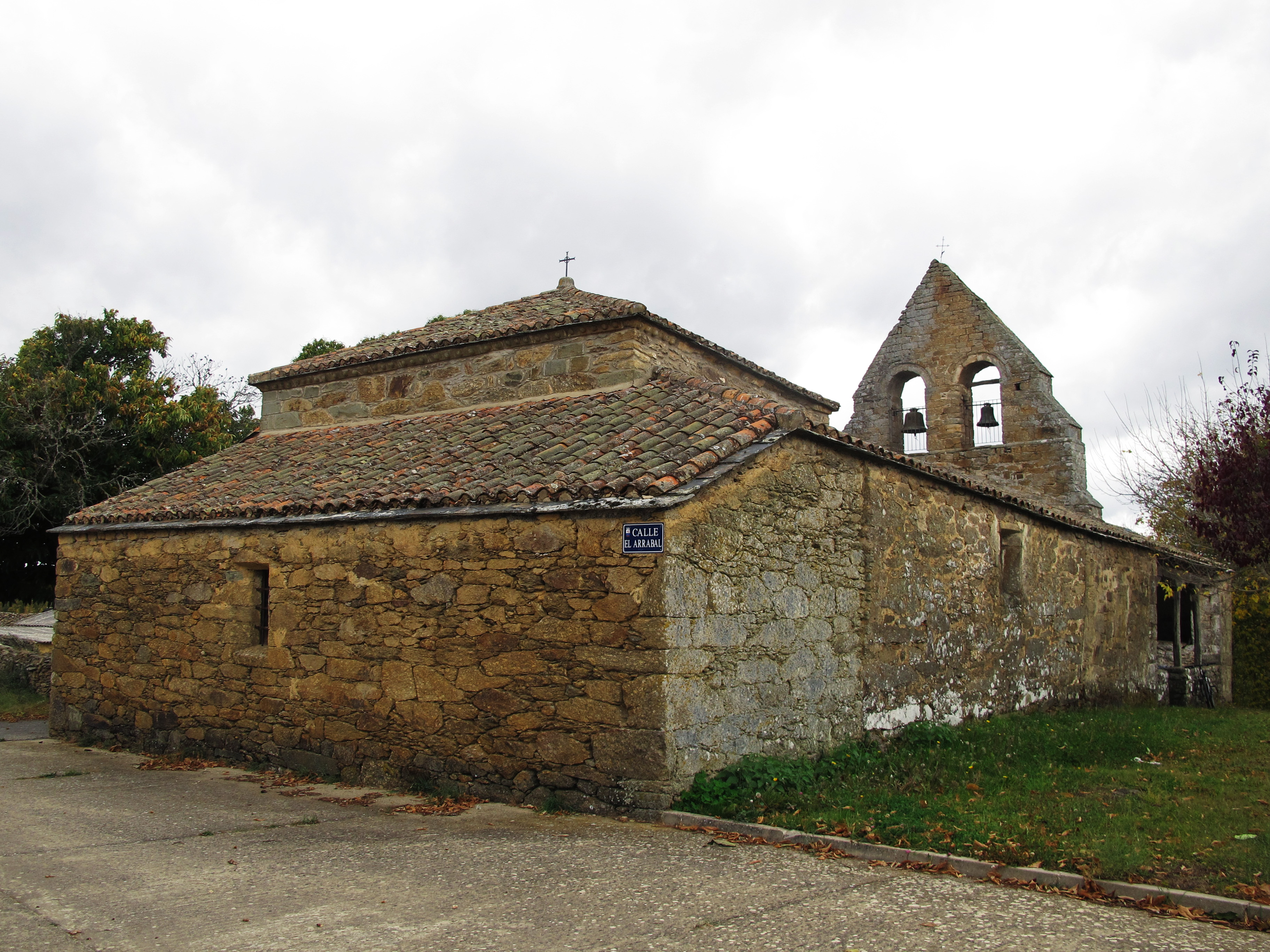
Bartholomäuskirche
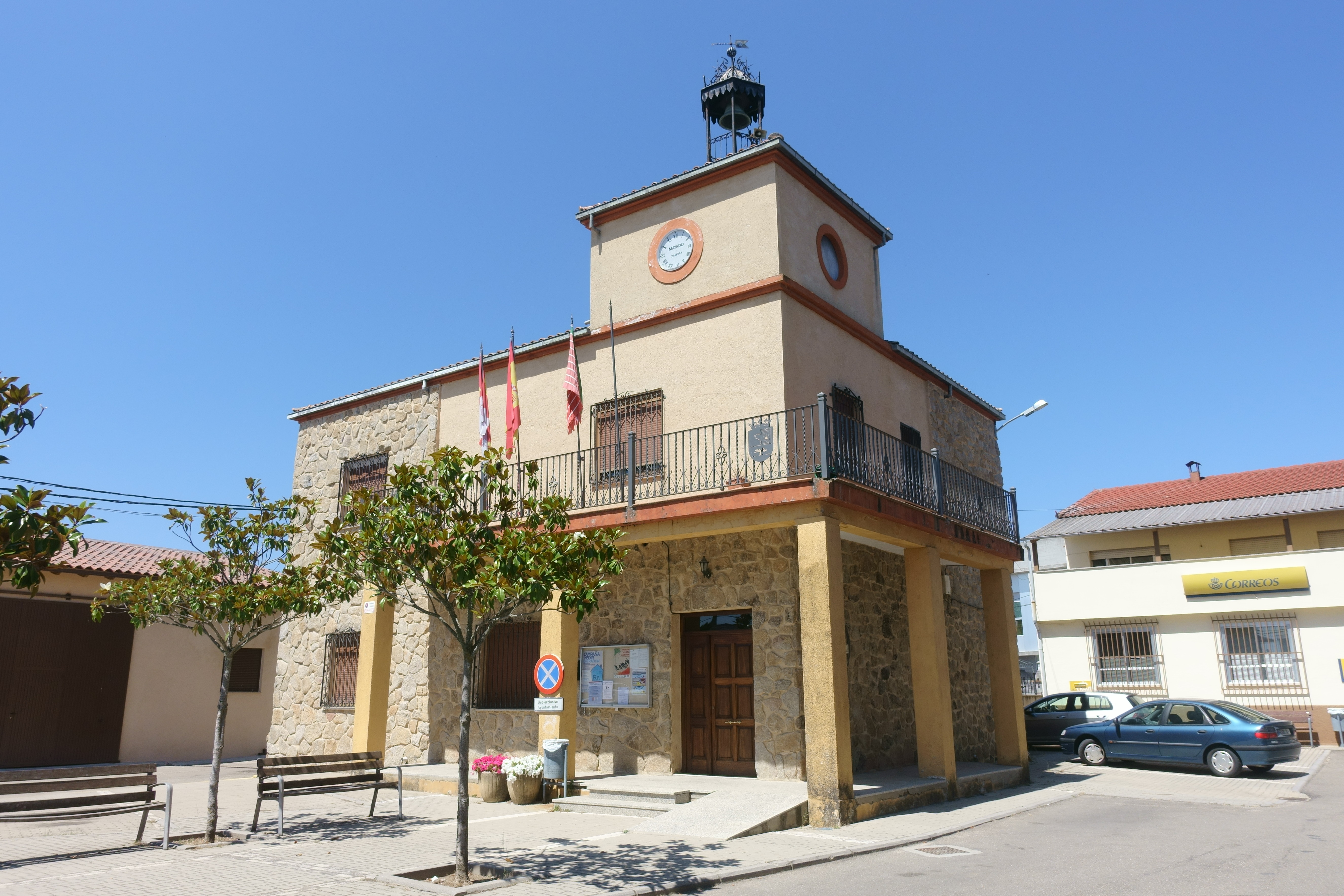
Rathaus